# Osieczek (województwo mazowieckie)
Osieczek – wieś sołecka w Polsce położona w województwie mazowieckim, w powiecie grójeckim, w gminie Pniewy. Leży nad Jeziorką.
Na terenie wsi znajduje się niewielki zalew na Jeziorce, wykorzystywany przez wędkarzy, a także jako kąpielisko. Dawniej nad rzeką Jeziorką w Osieczku znajdował się murowany młyn wodny, który następnie popadł w ruinę. Obecnie w odrestaurowanym i rozbudowanym budynku młyna mieści się restauracja i hotel Młyn Osieczek.
W latach 1975–1998 miejscowość położona była w województwie radomskim.